# Iqui, la Magia de los Sueños
Iqui, la Magia de los Sueños es una serie de televisión inédita boliviana, producida en el año 2006 por la Alcaldía de Cochabamba (en ese entonces, Prefectura de Cochabamba), y lanzada recién el año 2020 en la plataforma de videos, YouTube.

## Argumento
La serie se basa en una antigua leyenda, donde una deidad, llamada Pusicaca (traducción del Aimara: Luz) se casa con la diosa Iqui (que significa oscuridad o sueño)
Producto de esa unión, nace una divinidad conocida como Tunupa, de la que se considera tiene doble personalidad. Varias historias se encuentran en medio de esta antigua leyenda, donde expresan sus sentimientos y deseos, así como los conflictos del día a día.

## Elenco

### Agua de amores (2006)
- Wiler Vidaurre
- Giovanna Antezana
- Janaina Huanca
- Ilya Lapich

### Actores invitados
- Ronald Arnez
- Edgar Pol

## Episodios

### Temporadas
| Temporada | Temporada | Episodios | Episodios | Emisión original    | Emisión original    |
| Temporada | Temporada | Episodios | Episodios | Primera emisión     | Última emisión      |
| --------- | --------- | --------- | --------- | ------------------- | ------------------- |
|           | 1         | 6         | 6         | 24 de marzo de 2020 | 18 de junio de 2020 |

### Primera temporada (2020)
| N.º en serie | N.º en temp. | Título           | Fecha de emisión original |
| ------------ | ------------ | ---------------- | ------------------------- |
| 1            | 1            | «Agua de amores» | 26 de marzo de 2020       |
| .            |              |                  |                           |

## Producción

### Desarrollo
Originalmente, la Alcaldía de Cochabamba contrató a la agencia Ivana Sánchez (que también es productora audiovisual) para el proyecto. Junto con el antropólogo, Iván Tavel, el proyecto giraba en torno a abordar temas contemporáneos, como el embarazo juvenil, migración, drogadicción, violencia, infidelidad, abuso de poder, intolerancia, equidad de género, entre otros.

### Locaciones
La serie empezó a filmarse en lugares como Tarata, Aiquile, Punata, Puerto Villarroel y Cochabamba. La serie fue confinanciada con la Alcaldía de Cochabamba y la agencia Ivana Sánchez. Con capítulos de 1 hora, cada capítulo costo alrededor de $ 9 000. 

### Financiamiento y cancelación
Originalmente, se filmaron 6 capítulos, sin embargo y debido a conflictos presupuestarios con la Prefectura (provocado por un recorte general de presupuesto de Bs. 220 millones para el POA), la serie fue cancelada antes de finalizar su producción. Walter Krpán (productor ejecutivo de la serie) intento contactarse con varios canales de televisión, para financiar los $20 000 restantes, sin éxito alguno y la serie permaneció archivada.[¿cuál?]

### Resurgimiento
El 24 de marzo de 2020, el canal de YouTube, Walter Krpán (probablemente, el mismo productor de la serie), empieza a subir metraje inédito de la serie, iniciando por el capítulo Agua de amores. Desde entonces, la serie fue subida completamente a YouTube.

### Ficha técnica
- Producción: Walter Krpán
- Dirección: Claudio Araya
- Guion: Ramón Rocha Monroy
- Fotografía: Radoslav Pazameta
- Sonido: Ickmar Pozo